# Hutchinson River Parkway
El Hutchinson River Parkway (también conocido como The Hutch) es una carretera de norte-sur del estado de Nueva York, Estados Unidos. Se extiende por 18,78 millas (30,22 km) desde la masiva Bruckner Interchange en Throgs Neck sección de the Bronx hasta la línea estatal entre Nueva York – Connecticut en Rye Brook. La carretera continua al sur de la Bruckner Interchange como Whitestone Expressway (I-678) y al norte en Greenwich, Connecticut, como Merritt Parkway. La carretera es nombrada por la líder religiosa estadounidense Anne Hutchinson.
La construcción de la vía expresa inició en 1924 y fue completada en 1941. La sección de la carretera entre Eastern Boulevard (ahora como Bruckner Boulevard) en el Bronx y la U.S. Route 1 en Pelham Manor fue designada como New York State Route 1X desde 1941 a 1946. NY 1A fue subsecuente-mente re-alineada con el Hutch entre Eastern Boulevard y US 1. La designación NY 1A fue removida en 1962.